# سيفكابين
سيفكابين Cefcapene هو دواء ذو اسم دولي غير مسجل الملكية. وهو عبارة عن مضاد حيوي من زمرة السيفالوسبورينات الجيل الثالث يعطى عن طريق الفم.

## تمهيد
هذه المجموعة من المضادات الحيوية تعرف بسيفالوسبورينات الجيل الثالث. نجد أن سيفالوسبورينات الجيل الثالث تُستخدم لعلاج العديد من الأمراض الخطيرة المتنوعة التي تسببها كائنات دقيقة مقاومة لمعظم المضادات الحيوية وخواصها:-
- أوسع طيفاً مما سبق.
- فعالة جداً ضد العصيات سلبية الغرام.
- مقاومة جداً للبيتالاكتاماز.
- تنفذ من الحاجز الدماغي الدموي BBB، وتحقق تركيزً عالياً في السال الدماغي الشوكي CSF، فتيتخدم في علاج سال مخي شوكي البكتيري بسلبيات الغرام.
- تعطى عادةً حقناً عضلياً.

## الخواص

### الاسم العلمي
(6R,7R)-7-[(Z)-2-(2-Amino-4-tiazolyl)-2-pentenamido]-3-(hydroxymetyl)-8-oxo-5-tia-1-azabicyclo[4.2.0]oct-2-ene-2-carboxylic acid, carbamate (ester) (WHO)

### الصيغة الكيميائية
C17H19N5O6S2 .

### الوزن الجزيئي
g/mol 567,64

## آلية العمل
سيفكابين يرتبط ويثبط نشاط  البنسلين ملازم البروتينات (PBPs) الموجود على الغشاء الداخلي لجدار الخلية البكتيرية. PBPs هي الأنزيمات المشاركة في المراحل النهائية من تجميع جدار الخلية البكتيرية وإعادة تشكيل جدار الخلية أثناء النمو والإنقسام الخلوي.